# Eleanor Fortescue-Brickdale
Eleanor Fortescue-Brickdale   (Londres, 25 de gener de 1872 - Londres, 10 de març de 1945) va ser una artista britànica coneguda per les seves pintures, il·lustracions de llibres i una sèrie d'obres en vitralls.

## Biografia
Fortescue-Brickdale va néixer a la casa dels seus pares, Birchamp Villa, a Upper Norwood, Surrey, com a Mary Eleanor Fortescue Brickdale, filla de Matthew i Sarah Fortescue Brickdale. El seu pare era advocat.
Ella es va formar primer al Crystal Palace School of Art, sota la direcció d'Herbert Bone, i va ingressar a les escoles de la Royal Academy el 1896. En aquell any també va exposar una obra a la Royal Academy Schools, RA, i va guanyar un premi per dissenyar una lluneta, Spring for the RA Dining Room. La seva primera pintura important va ser The Pale Complexion of True Love (1899). Aviat va començar a exposar les seves pintures a l'oli a la Royal Academy i les seves aquarel·les a la Dowdeswell Gallery, on va fer diverses exposicions individuals. Mentre estava a l'acadèmia, Fortescue-Brickdale va quedar sota la influència de John Byam Liston Shaw, un protegit de John Everett Millais molt influenciat per John William Waterhouse. Quan Byam Shaw va fundar la seva escola d'art el 1911, Fortescue-Brickdale es va convertir en professor allà.
El 1909, Ernest Brown, de les Leicester Galleries, va encarregar una sèrie de 28 il·lustracions d'aquarel·la per a Idylls of the King, de Tennyson, que Fortescue-Brickdale va pintar durant dos anys. Es van exposar a la galeria l'any 1911, i 24 d'elles es van publicar l'any següent en una edició de luxe dels quatre primers Idil·lis. Va viure durant gran part de la seva carrera a Holland Park Road, davant de Leighton House, on va fer una exposició el 1904.
Fortescue-Brickdale va exposar a la primera mostra de la Society of Graphic Art el 1921. El seu monument commemoratiu de la Primera Guerra Mundial de 1921 a la King's Own Yorkshire Light Infantry és a York Minster. Més tard, també va treballar amb vitralls. Era una cristiana acèrrima, i donava obres a les esglésies. Entre les seves obres més conegudes es troben The Uninvited Guest i Ginebra. Va morir el 10 de març de 1945, i està enterrada al cementiri de Brompton, Londres.

## Llibres il·lustrats
- Poemes de Tennyson, 1905
- Pippa passa per Robert Browning, 1908
- Homes i dones de Browning, 1908
- Dramatis Personae de Browning, 1909
- Romanços dramàtics i lletres de Browning, 1909
- Idil·lis del rei de Tennyson, 1911
- Història de Santa Isabel d'Hongria de WM Canton, 1912
- Book of Ols English Songs and Ballaids de WM Canton, 1915
- Llibre d'or de dones famoses d'Eleanor Fortescue Brickdale, 1919
- El conte dolç i commovedor de Fleure i Blanchfleure, 1922
- nadales, 1925
- Tresor d'or de cançons i lletres publicat per Palgrave, 1925
- A Diary of an Eighteenth Century Garden, Calthorp, 1926.[4]

## Obres

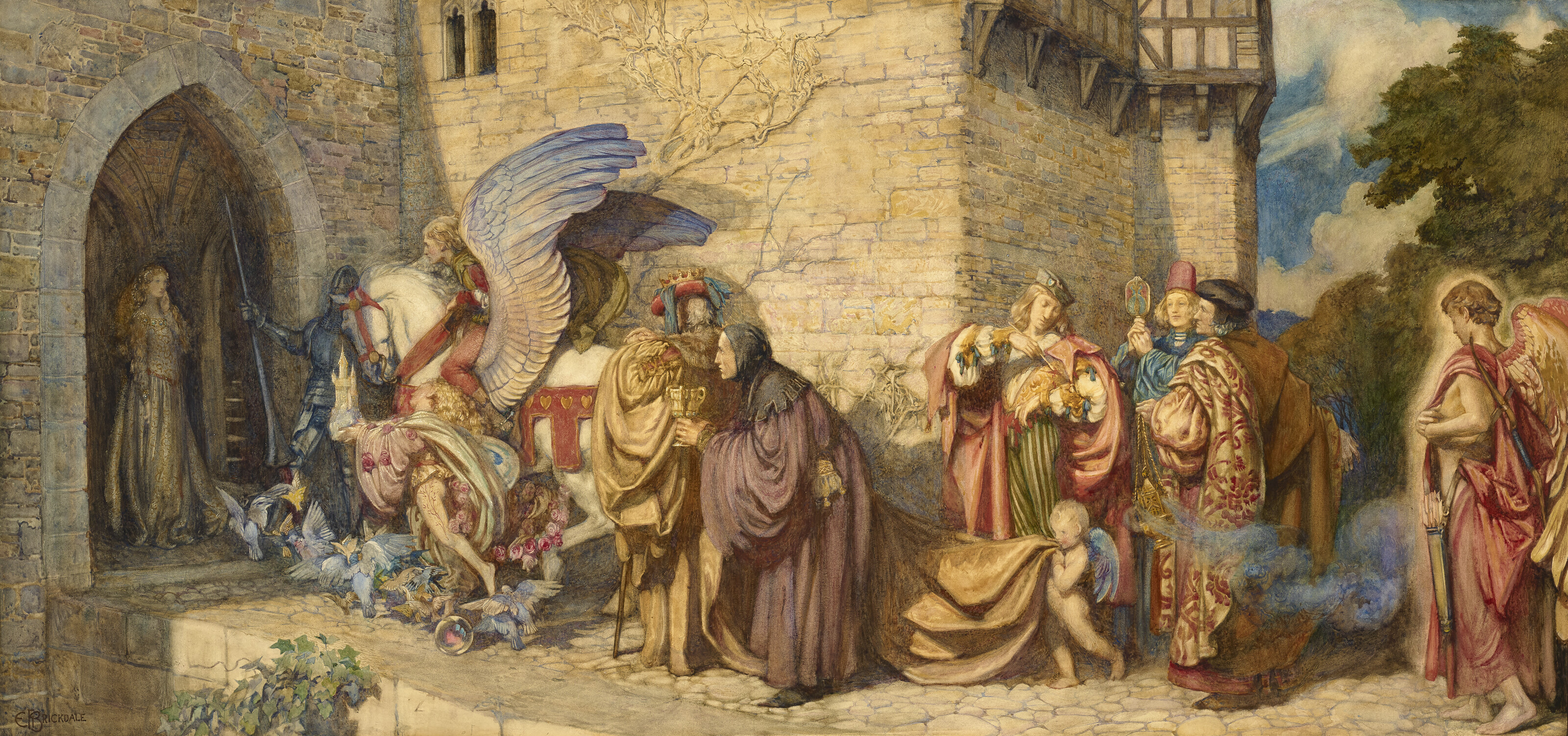
L'amor i les seves falsificacions, 1904
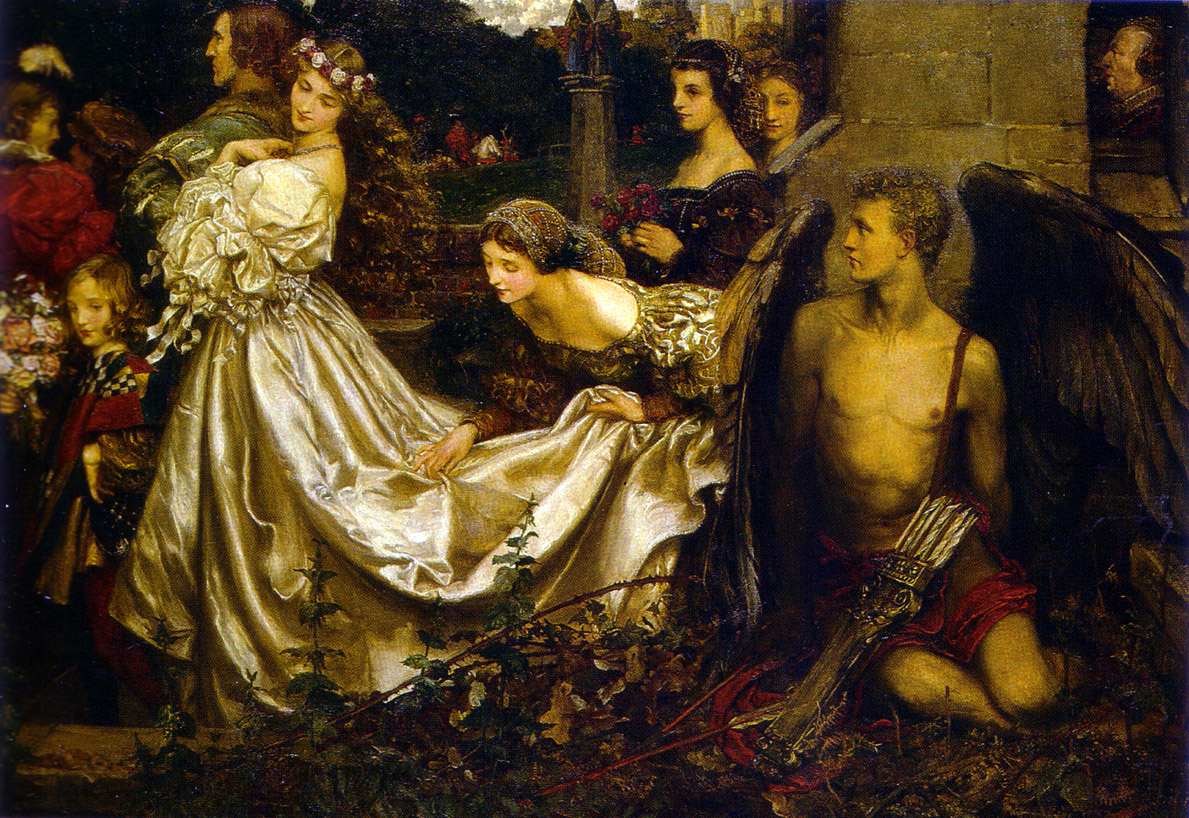
El convidat no convidat, 1906.
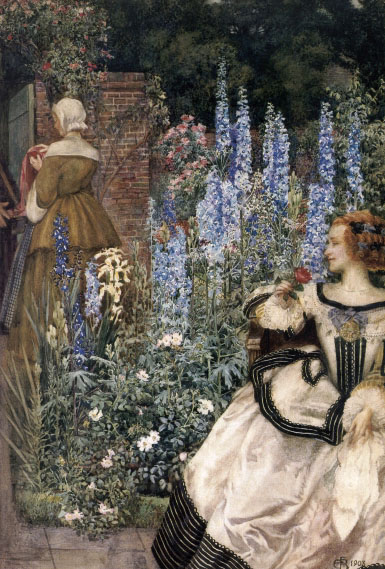
No treballen, ni filen
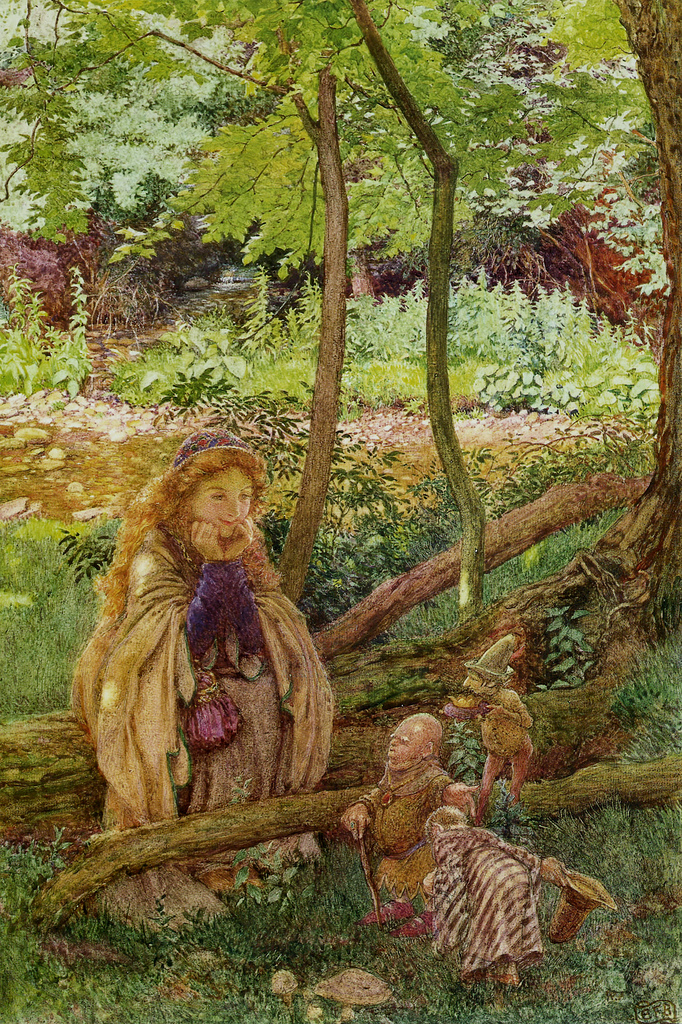
La introducció
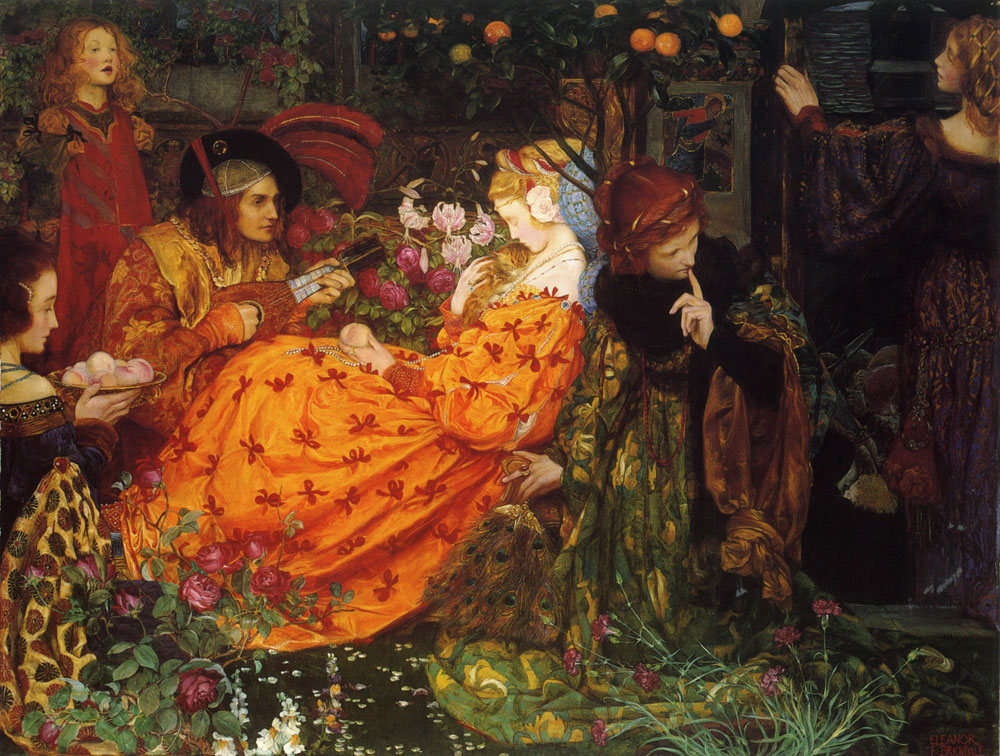
Riqueses

### Llibre d'or de dones famoses (1919)
Algunes de les il·lustracions del llibre.

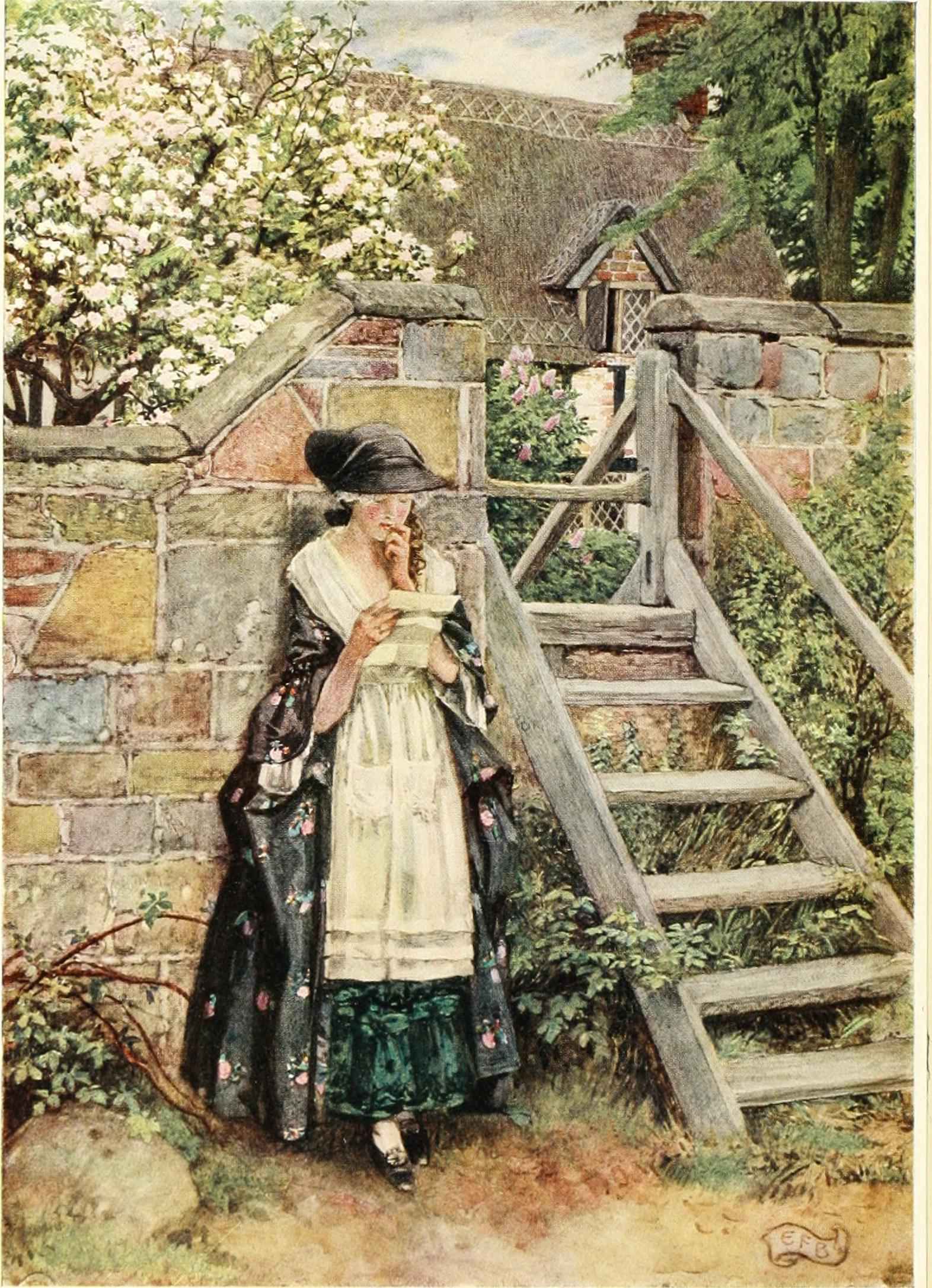
Introducció
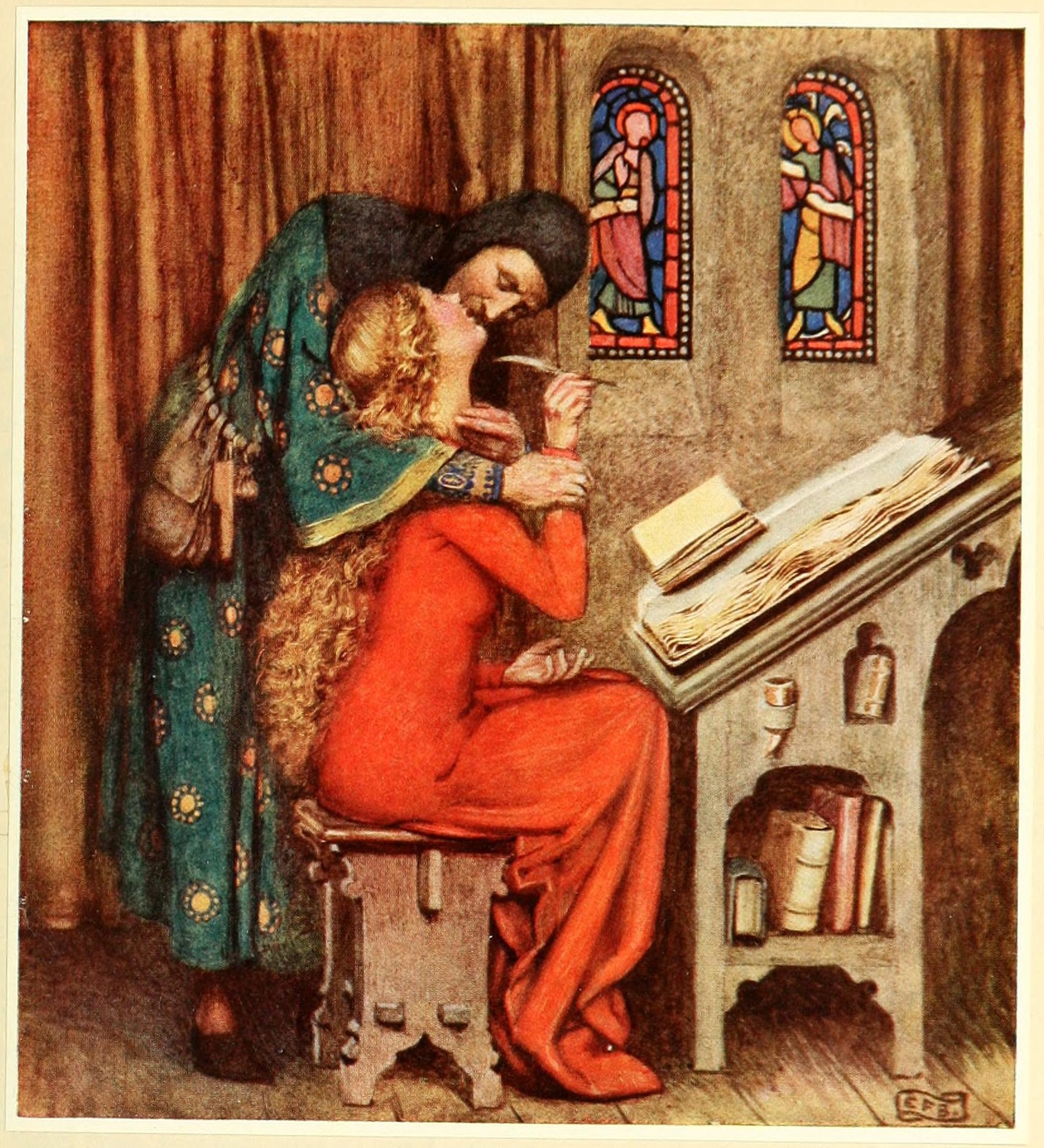
HéloïseiAbelard
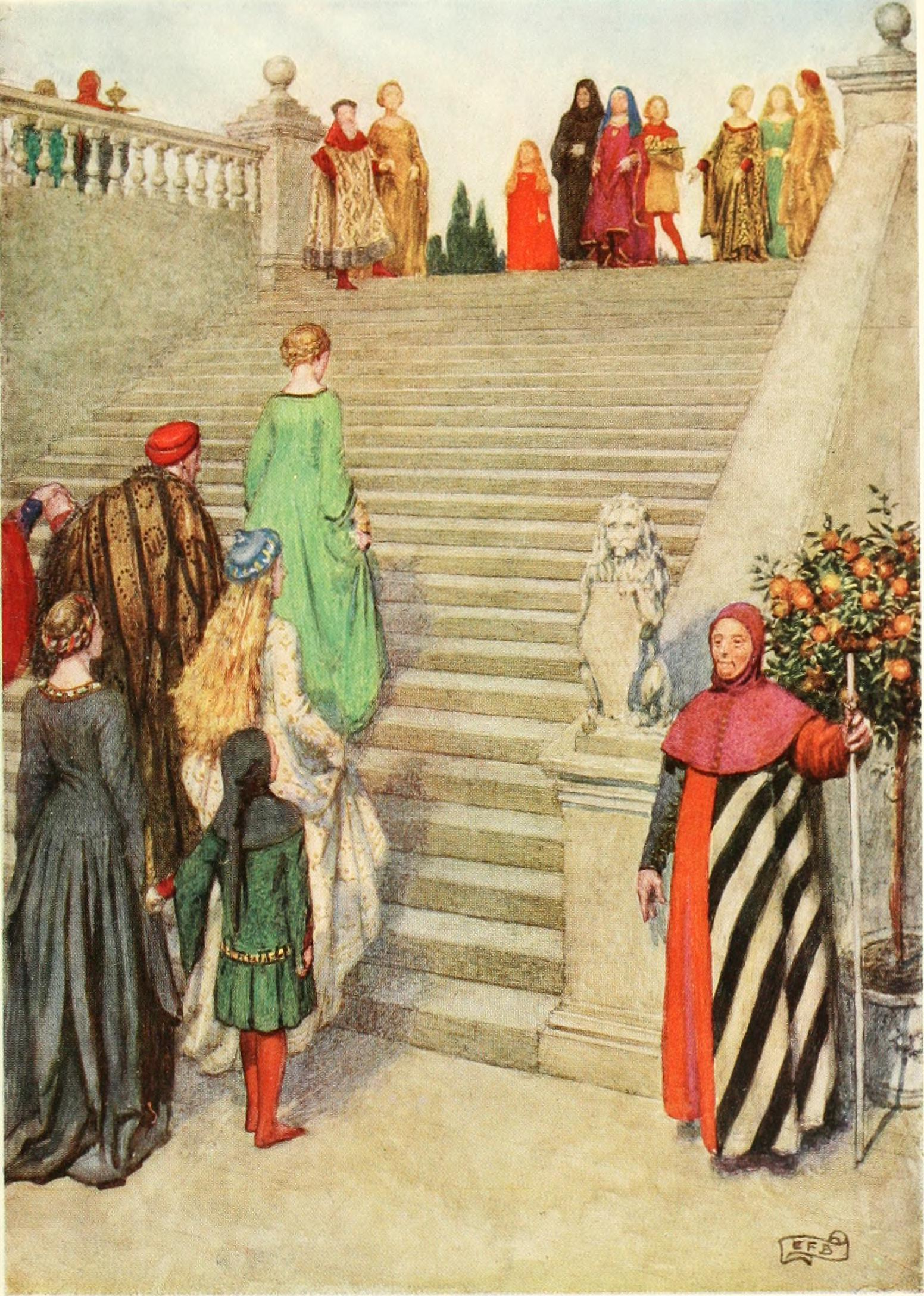
DanteiBeatrice
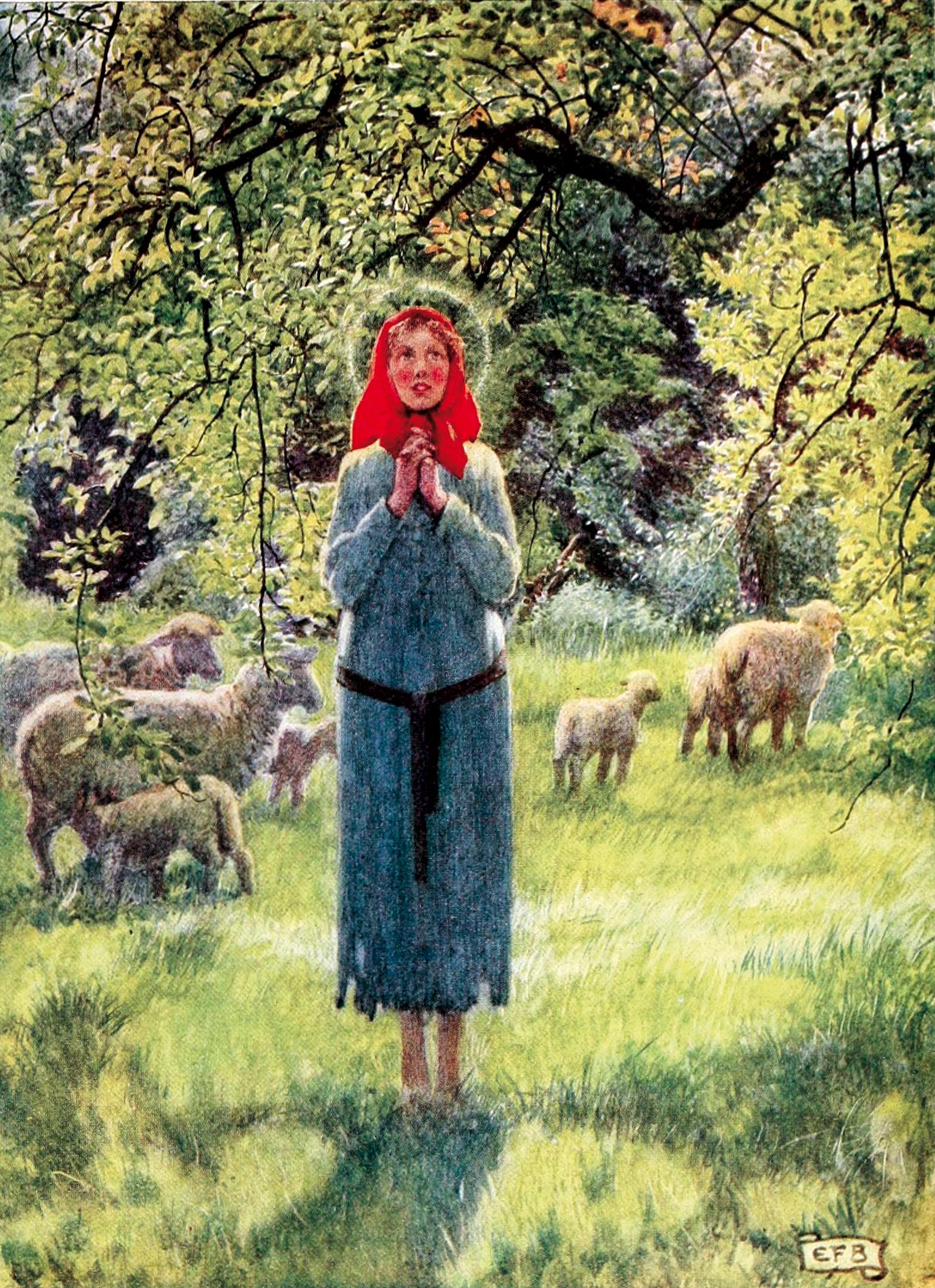
Joana d'Arc
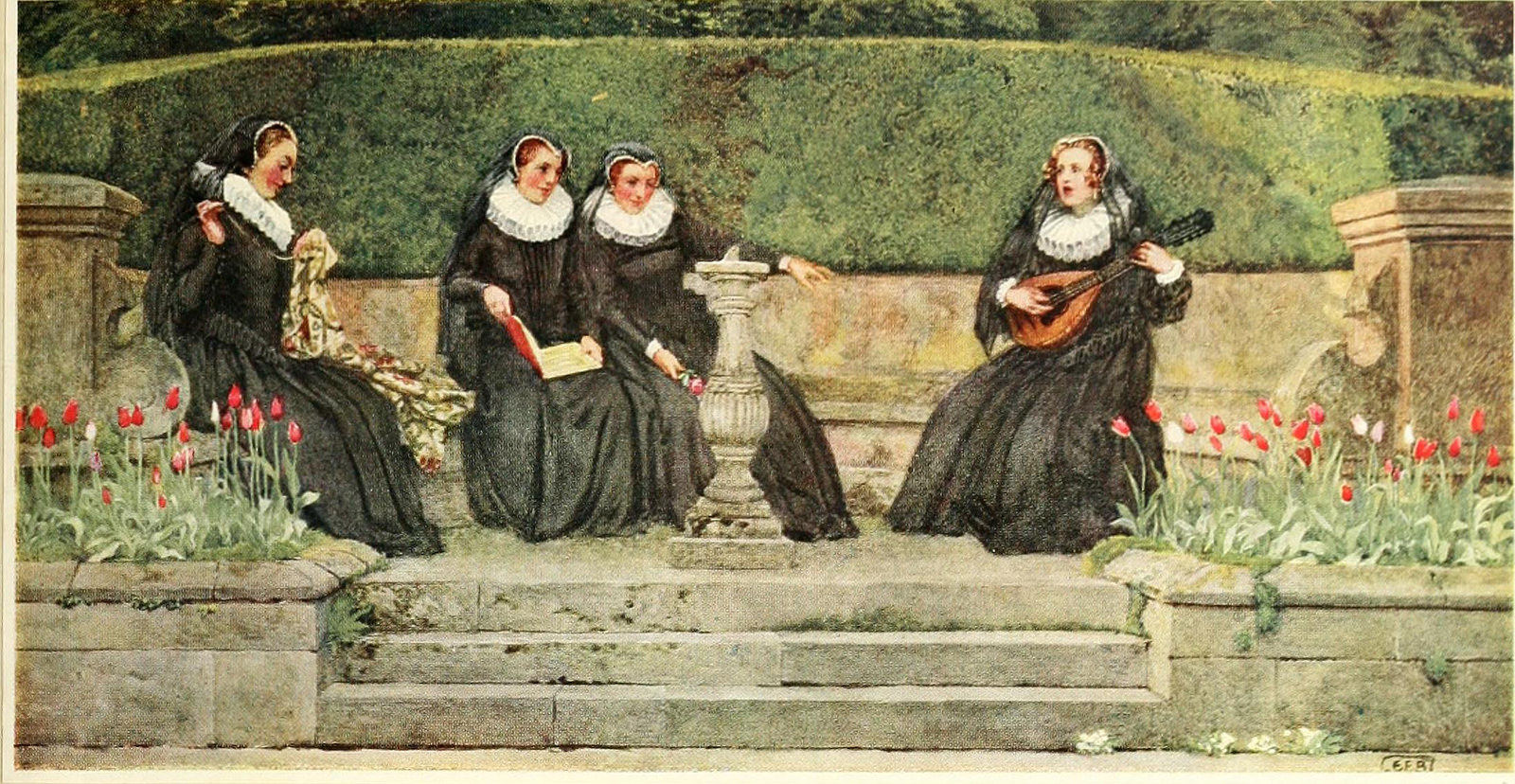
"Yestreen Queen Mary va tenir quatre Maries...
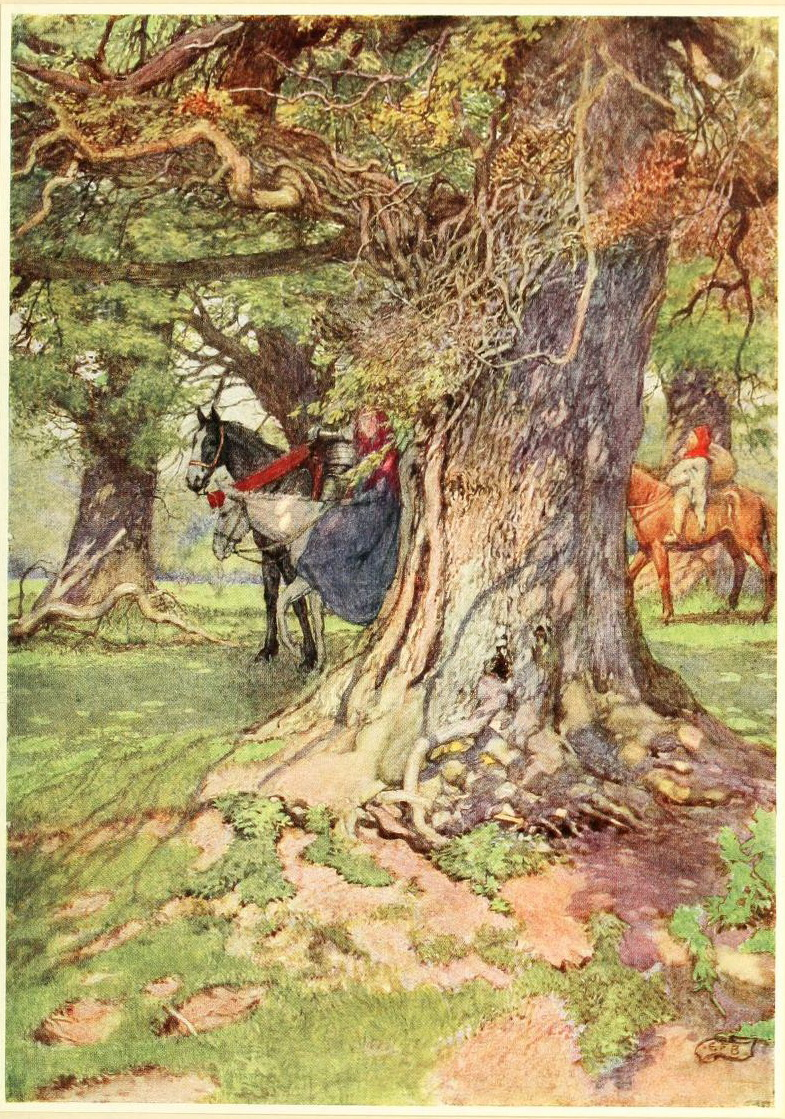
Una i El cavaller de la Creu Roja
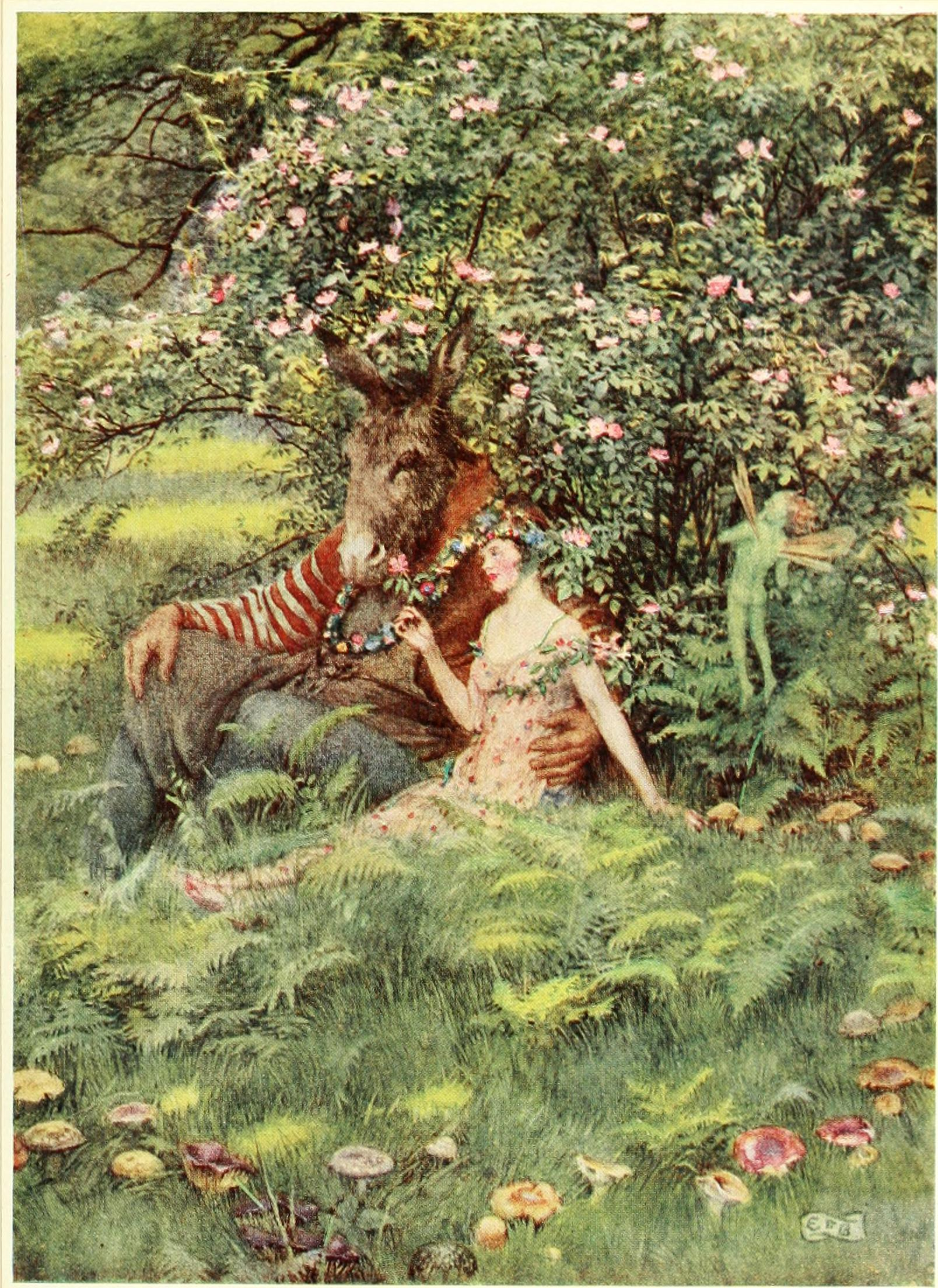
A baixiTitania
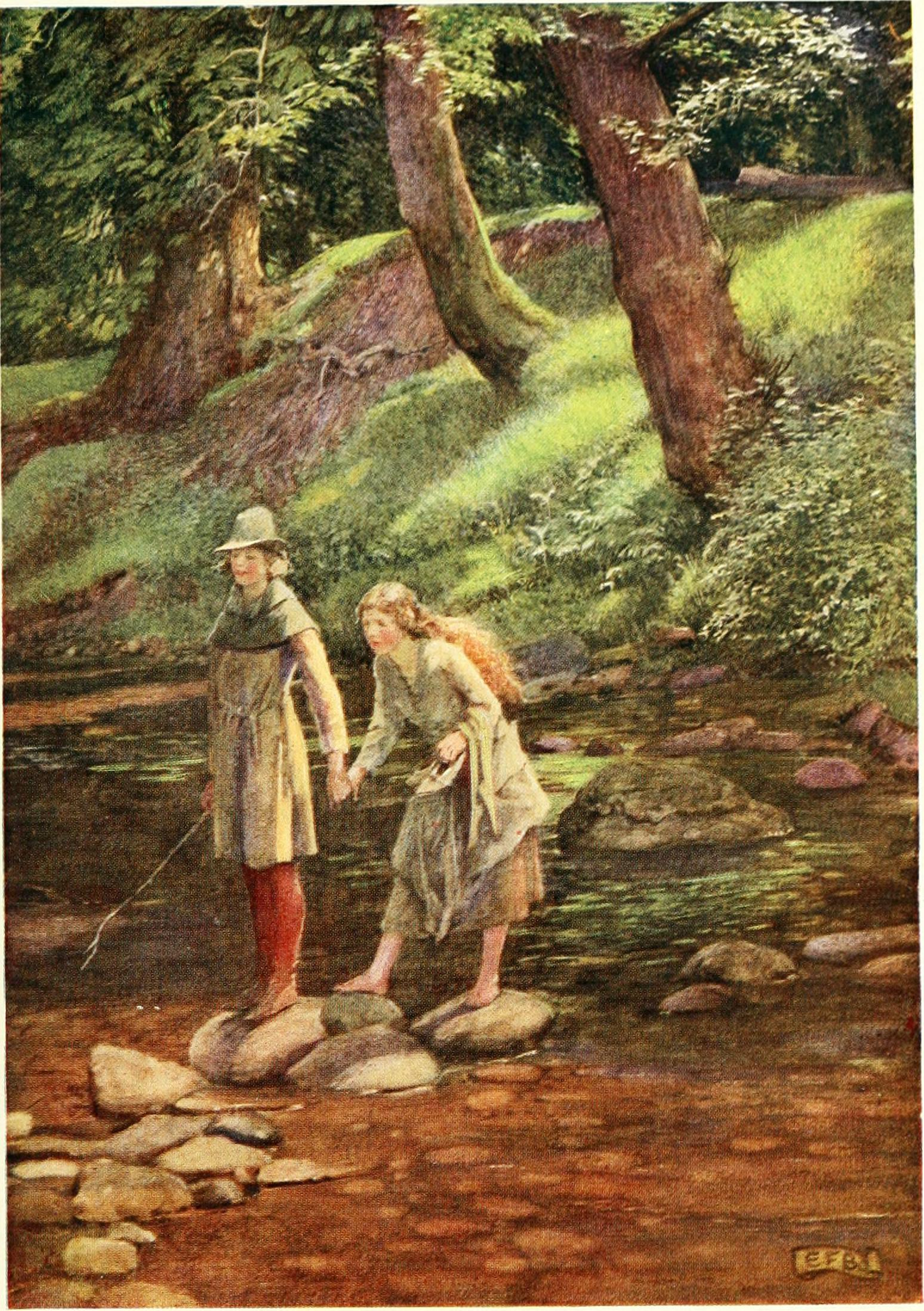
RosalindiCèlia
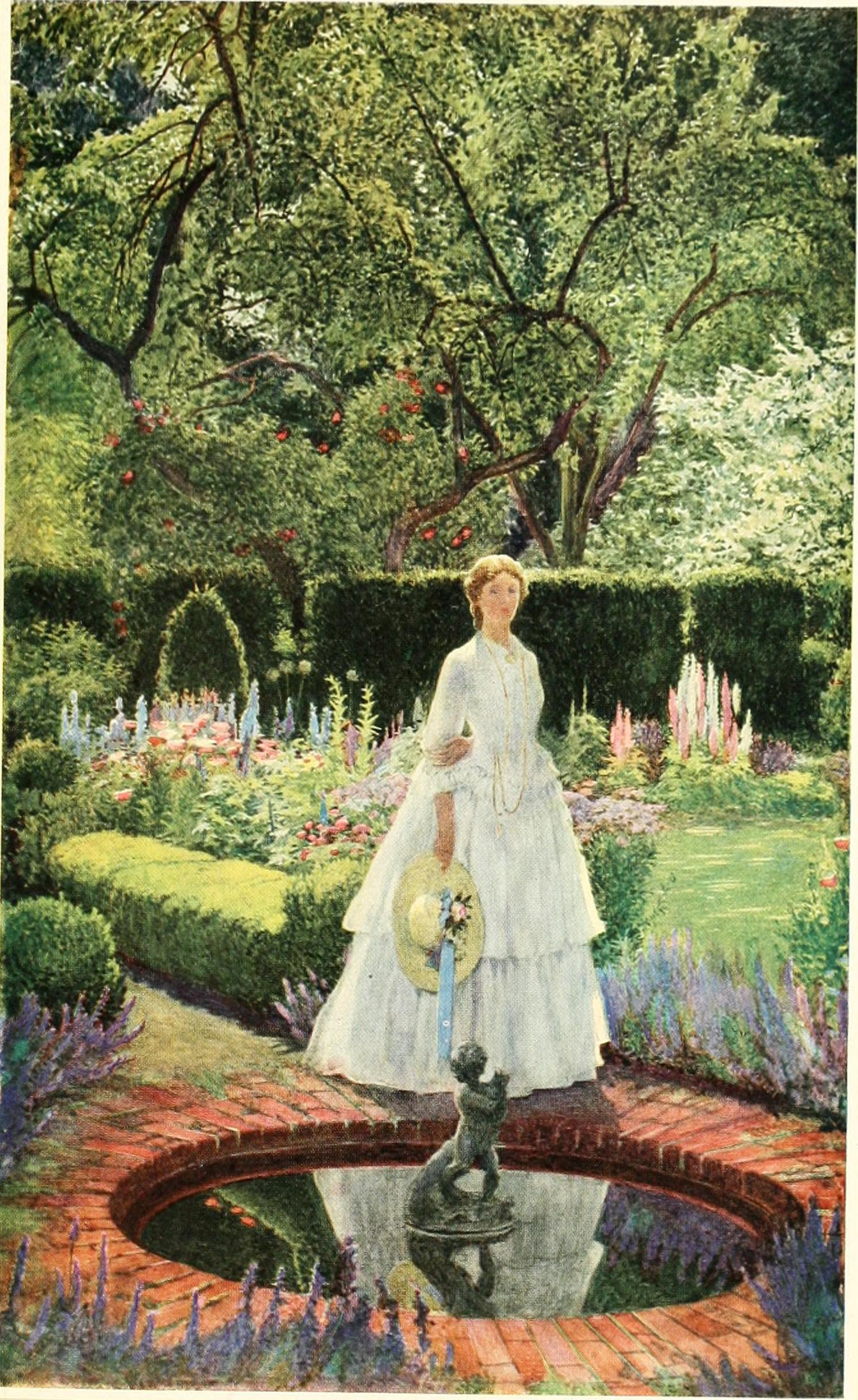
La Maud només té disset anys
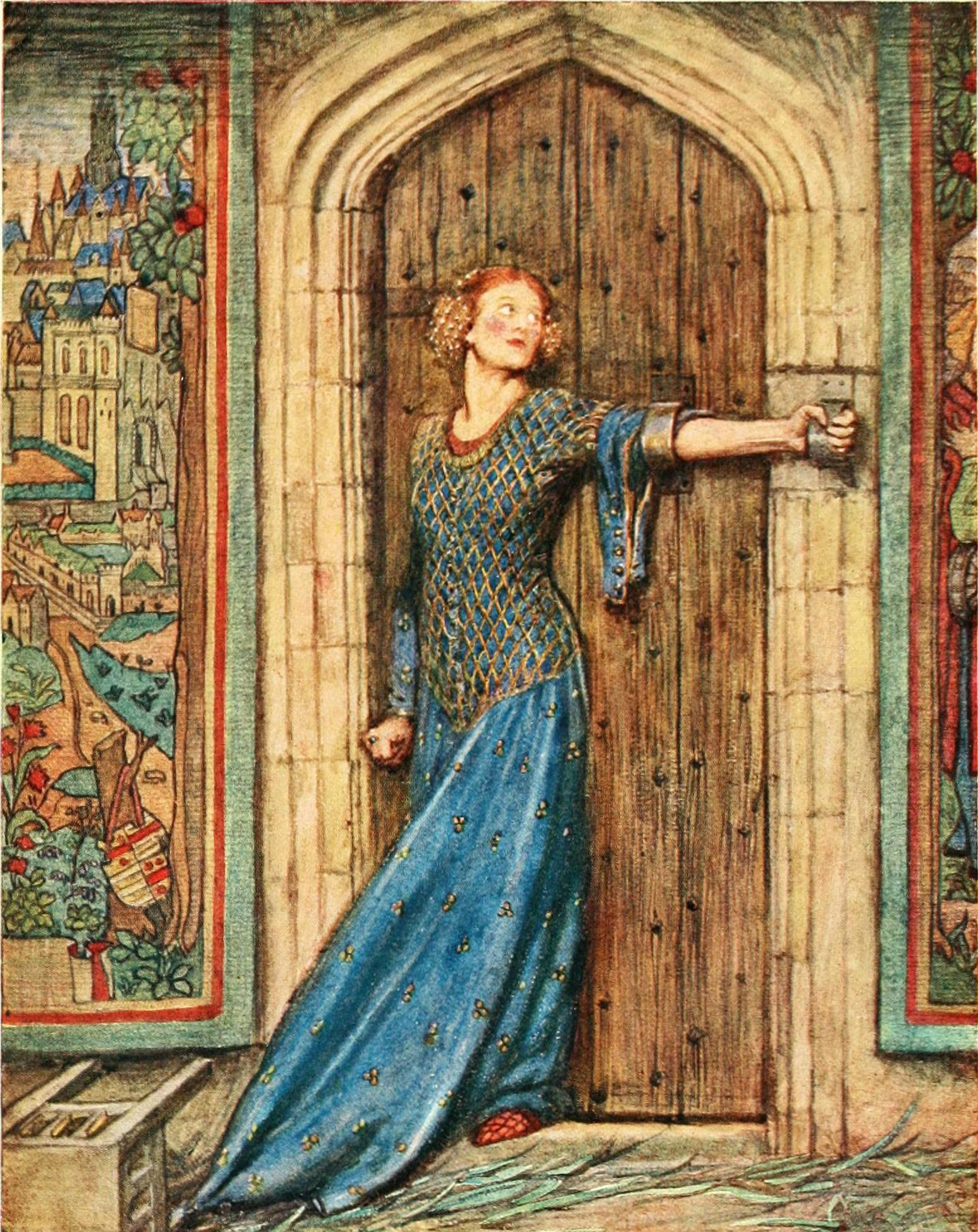
Kate Barlass
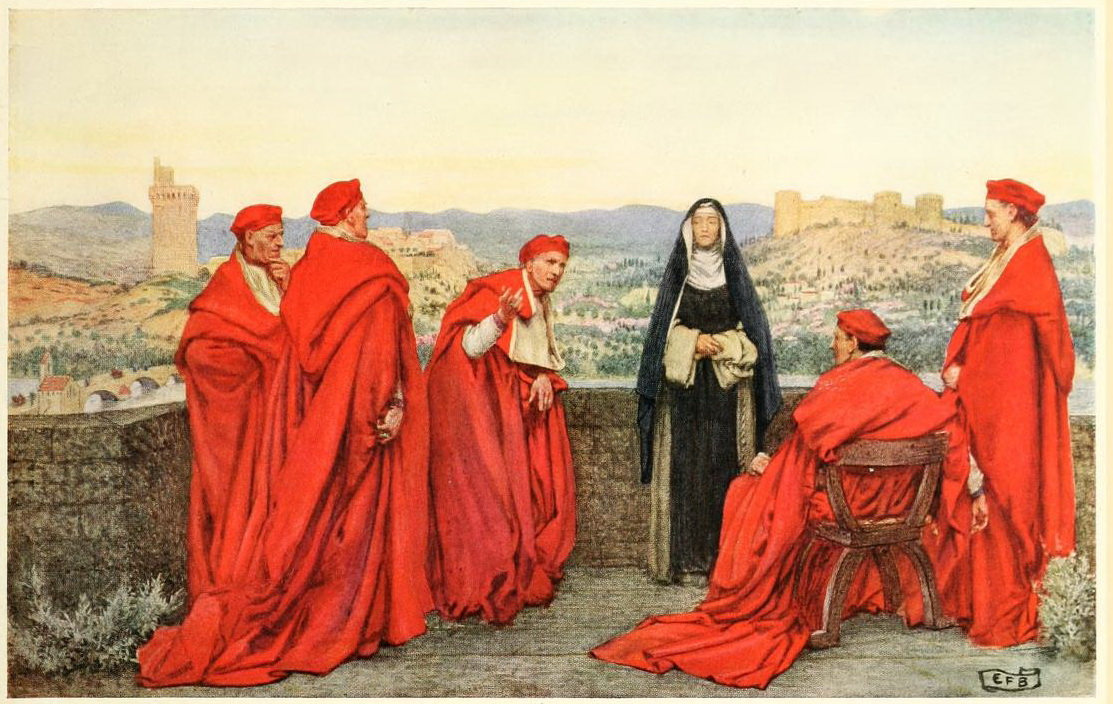
Caterina de Siena
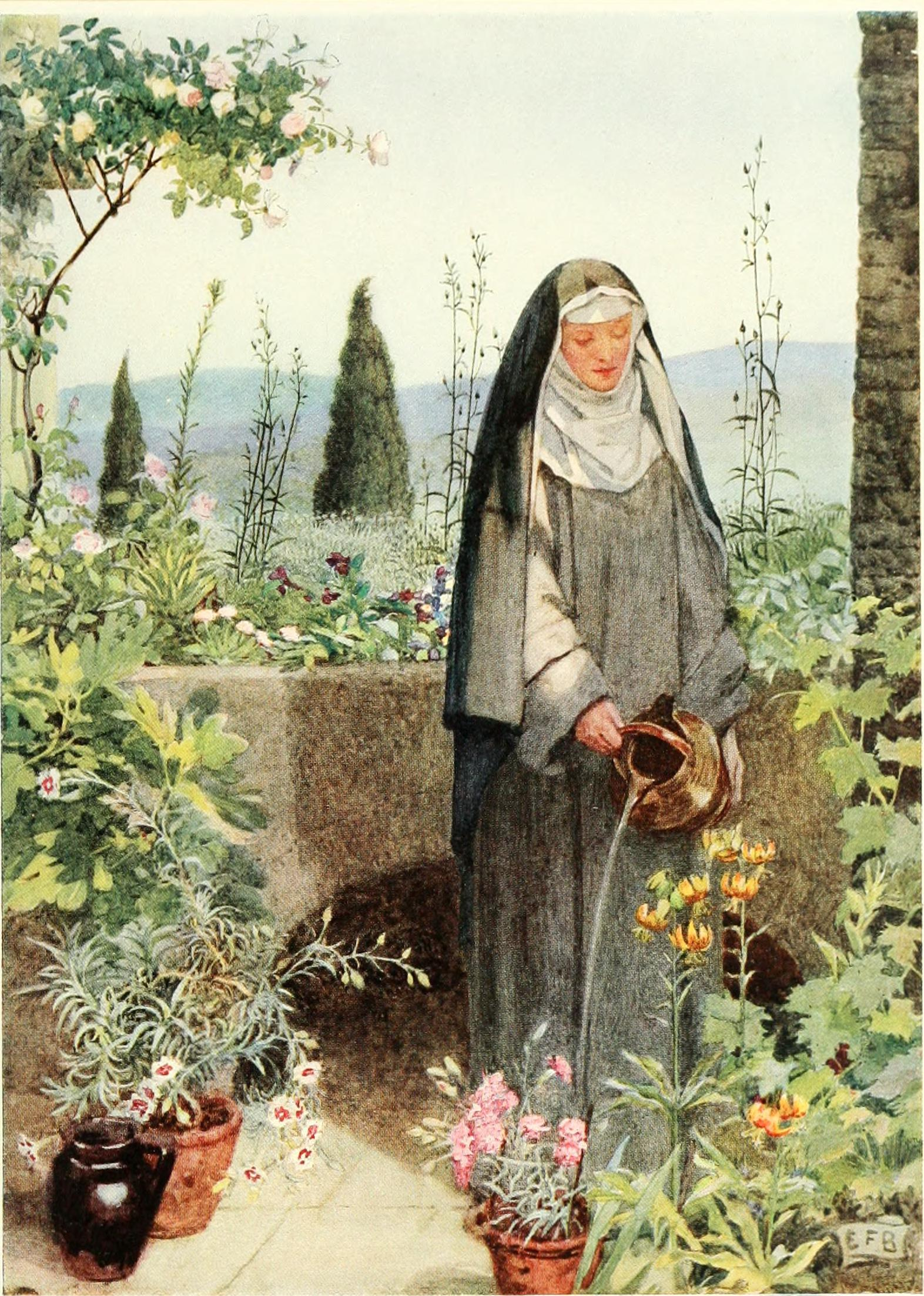
Clara d'Assís